# Oligota linearis
Oligota linearis är en skalbaggsart som beskrevs av Thomas Casey 1911. Oligota linearis ingår i släktet Oligota och familjen kortvingar. Inga underarter finns listade i Catalogue of Life.